# Plesiomorphon
Plesiomorphon – takson o niepewnym statusie filogenetycznym, dla którego znane są wyłącznie przez cechy plezjomorficzne.
W przypadku takiego taksonu jego holofiletyzm nie jest udowodniony, w związku z czym istnieje możliwość lub prawdopodobieństwo, że jest on taksonem parafiletycznym, przy czym tenże parafiletyzm również nie jest udowodniony. Termin ten może być wykorzystywany dla taksonów dowolnej pozycji i rozmiarów, zarówno posiadających rangę, jak i jej pozbawionych oraz zarówno żyjących współcześnie jak i wymarłych. Takson pozostaje plezjomorfonem do czasu wykazania jego parafiletyzmu lub holofiletyzmu.
Termin ten wprowadzony został w 2004 roku przez Nikitę Kluga w "The Phylogenetic System of Ephemeroptera" w zastępstwie błędnie używanego terminu plezjon, którego definicja obejmuje również taksony holofiletyczne. Niektórzy autorzy dla wyróżnienia plezjomorfonów stosują zamknięcie ich taksonomicznej nazwy w cudzysłów, co jest niewłaściwe, gdyż środek ten stosuje się dla oznaczania błędnych lub wątpliwych nazw taksonów niezależnie od ich statusu filogenetycznego.
Przykładami plezjomorfonów mogą być: Polyneoptera, Neoblattariae, Protelytroptera, Copeognatha, Protolepidoptera, Paleolepidoptera, Permoplecoptera czy Panephemeroptera